# Basala ganglierna

De basala ganglierna (på bilden angivna på engelska, Basal ganglia).

Basala ganglierna, även basalganglier (latin nuclei basales), är anhopningar av nervceller i storhjärnan och hjärnstammen. De består av tre strukturer lokaliserade till de två stora hemisfärerna centralt i hjärnan. Basala ganglierna är bland annat involverade i verkställandet av frivilliga rörelser och andra handlingar. 
De strukturer som räknas till de basala ganglierna är:
- Substantia nigra, den svarta kärnan, som innehåller dopaminproducerande nervceller
- Globus pallidus, den inre, bleka kärnan
- Nucleus lentiformis består av globus pallidus och putamen
- Striatum, som bland annat innehåller:
  - Den yttre skalkärnan, putamen
  - Svanskärnan, nucleus caudatus
  - Accumbenskärnan, nucleus accumbens[2]

En funktionellt sett associerad struktur till basala ganglierna är nucleus subthalamicus, i ventrala talamus.

## Funktion
De basala ganglierna har en viktig funktion vid regleringen av våra rörelser. De tar emot ett signalflöde från hjärnbarken och bearbetar det, för att sedan sända det vidare till talamus, varifrån det åter sänds till hjärnbarken. De basala ganglierna fungerar därigenom som ett återkopplingssystem och ser till att en rörelse blir jämn och välkoordinerad. De basala ganglierna har också en filtreringsfunktion som gör att rörelseimpulser som inte når tröskelvärdet för initiering sorteras bort. Denna sorteringsmekanism fungerar inte vid Huntingtons sjukdom, varvid ett överflöd av rörelser uppstår.
När rörelse ska initieras tar striatum emot en excitatorisk signal från hjärnbarken. Om signalen är tillräckligt stark, kommer den att leda till att striatum skickar en inhiberande signal till globus pallidus externa segment (GPe), som i normalfallet står med en tonisk inhibition på rörelsemönstergeneratorer i ryggmärgen. När en specifik signal från GPe hämmas så kommer alltså detta leda till en specifik rörelse. Hämningen av GPe sker alltså efter aktivering av striatum från hjärnbarken.
Striatum består till stor del (upp till 95 procent) av så kallade medium spiny neurons, vilka karakteriseras av att de är GABAerga samt har en hög depolariseringtröskel/låg vilopotential. För att få en cortikal signal att aktivera dessa behövs ofta en additionell modul, som består av dopaminerg stimulering, som kommer från substantia nigra pars compacta.

## Sjukdomar
En viktig princip för basala gangliernas funktion i verkställandet av handlingar är att talamus ständigt skickar dämpande signalering till andra delar av hjärnan, vilket hindrar utförandet av olika handlingar. Basala ganglierna i sin tur lägger samman information från olika delar av storhjärnan, och när en viss tröskelnivå har nåtts så skickar den ut hämmande signalering till talamus, så att handlingen tillåts ske.
Parkinson och Huntingtons sjukdom orsakas av att nervceller i Substantia nigra respektive Corpus striatum bryts ner, vilket leder till de typiska symptomen vid dessa sjukdomar. 
I Parkinsons sjukdom innebär det en underfunktion av basala ganglierna, så att hämningen av talamus inte kan blockeras. Detta leder till att rörelser eller handlingar inte tillåts utföras och personen med Parkinson blir stel och får svårt att starta rörelser.
I Huntingtons sjukdom kan ses som det motsatta, det vill säga att basala ganglierna tillåter varje impuls till rörelse eller handling, och man ser istället en överrörlighet.

## Historia

### Terminologi
Nomenklaturen för de basala ganglierna har alltid varit problematisk. Tidiga anatomer, som såg den makroskopiska anatomiska strukturen men saknade kunskap om den cellulära arkitekturen eller neurokemi, grupperade  komponenter som nu anses ha distinkta funktioner - såsom de inre och yttre delen av globus pallidus - och gav särskidla namn åt delar som nu anses vara funktionella enheter, såsom caudate nucleus och putamen.
Termen "ganglier" är dessutom missvisande. I modern terminologi är ganglier neurala kluster i det perifera nervsystemet. I det centrala nervsystemet kallas en ansamling av never för "kärnor" (latin: nulkei). Av denna anledning kallas de basala ganglierna ibland även för "basala kärnor" (engelska: basala nuclei). Terminologia anatomica (1998), den internationella auktoriteten för anatomiska benämningar, använder t.ex. termen basala kärnor (nuclei basales). Trots detta har ordet basala ganglier överlevt.
Det Internationala Basala Ganglie Sällskapet (IBAGS) anger att de basala ganglierna består av striatum, pallidum (inkluderade dess två kärnor), substantia nigra (inkluderade de två distinkta delarna) och den subthalamuskärnan.  Terminologia anatomica inkluderar inte substansia nigra och de subthalamiska kärnorna i sin defintion. Vissa författare har inkluderat den centromediska kärnan i thalamus som en del av de basala ganglierna  och några har också inkluderat pedunculopontine kärnan.